# Octonoba rimosa
Octonoba rimosa är en spindelart som beskrevs av Yoshida 1983. Octonoba rimosa ingår i släktet Octonoba och familjen krusnätsspindlar. Inga underarter finns listade i Catalogue of Life.